# Mlječanica, Kozarska Dubica
Mlječanica je naselje v občini Kozarska Dubica, Bosna in Hercegovina. 

## Deli naselja
Ćosići, Kneževići, Milanovići, Mlječanica in Trubarci.

## Prebivalstvo
| Pregled števila prebivalcev po letih | Pregled števila prebivalcev po letih | Pregled števila prebivalcev po letih | Pregled števila prebivalcev po letih | Pregled števila prebivalcev po letih | Pregled števila prebivalcev po letih |
| ------------------------------------ | ------------------------------------ | ------------------------------------ | ------------------------------------ | ------------------------------------ | ------------------------------------ |
| 1948                                 | 1953                                 | 1961                                 | 1971                                 | 1981                                 | 1991                                 |
| -                                    | -                                    | -                                    | 395                                  | 345                                  | 261                                  |

| Narodna sestava prebivalstva po letih                                                                                      | Narodna sestava prebivalstva po letih                                                                                        | Narodna sestava prebivalstva po letih                                                                                      |
| --- | --- | --- |
| 1971 | 1981 | 1991 |
| . skupaj: 395 Srbi 392 (99,24 %) Hrvati 1 (0,25 %) Muslimani 1 (0,25 %) Jugoslovani 0 (0,00 %) drugi in neznano 1 (0,25 %) | . skupaj: 345 Srbi 288 (83,47 %) Hrvati 2 (0,57 %) Muslimani 0 (0,00 %) Jugoslovani 53 (15,36 %) drugi in neznano 2 (0,57 %) | . skupaj: 261 Srbi 259 (99,23 %) Hrvati 2 (0,76 %) Muslimani 0 (0,00 %) Jugoslovani 0 (0,00 %) drugi in neznano 0 (0,00 %) |